# Instituto de Investigación Polar de China
El Instituto de Investigación Polar de China (en chino tradicional, 中國極地研究中心; en chino simplificado, 中国极地研究中心; pinyin, Zhōngguó Jídì Yánjiū Zhōngxīn) es el principal instituto de investigación chino para el estudio de las regiones polares de la Tierra. Tiene su base en Shanghái, República Popular de China.
El programa antártico nacional de China está liderado por la Administración Ártica y Antártica China, que tiene la función de organizar las expediciones polares y administrar los asuntos relativos a la Antártida y el Ártico. Depende de la Administración Oceánica del Estado, lo mismo que el Instituto de Investigación Polar de China, que cuenta con un equipo permanente de 230 personas, y su función es la investigación polar, la administración logística de las bases, y el procesamiento de los datos científicos de las mismas. El instituto gestiona cinco bases polares de investigación (cuatro en la Antártida y una en el Ártico) y publica en idioma inglés el Advances in Polar Science.
Desde 1979 China participó en la investigación antártica en colaboración con otros países. En el verano austral de 1984-1985 organizó la 1° Expedición Nacional de Investigación Antártica China (CHINARE-1), que ha repetido anualmente desde entonces (en 2014-2015: CHINARE-31).
Para las expediciones antárticas el instituto utilizó los siguientes barcos: Xiangyang Hong 10 (1984-1985); Jidi (1987-1993); y el rompehielos MV Xue Long (1994-al presente).

## Bases
La República Popular China opera cuatro bases permanentes en la Antártida, una situada en la Antártida Occidental o Menor (Base Gran Muralla) y las otras en la Antártida Oriental o Mayor (Base Zhongshan, Base Kunlun, Base Taishan).
| Base Gran Muralla | |                                        |
|                   | Establecimiento                                                                                                   | 10 de febrero de 1985 por la CHINARE-1 |
| Localización      | 62°12′59″S 58°57′44″O / -62.21639, -58.96222. Isla Rey Jorge, Shetland del Sur, Isla Rey Jorge, Antártida (oeste) |                                        |
| Alojamiento       | 80 en verano |                                        |
| Alojamiento       | 40 en invierno |                                        |
| Base Zhongshan    | |                                        |
|                   | Establecimiento                                                                                                   | 26 de enero de 1989 por la CHINARE-5   |
| Localización      | 69°22′16″S 76°22′11″E / -69.37111, 76.36972 Colinas Larsemann, Tierra de la Princesa Isabel, Antártida (este)     |                                        |
| Alojamiento       | 60 en verano |                                        |
| Alojamiento       | 25 en invierno |                                        |
| Base Río Amarillo | |                                        |
|                   | Establecimiento                                                                                                   | 28 de julio de 2004                    |
| Localización      | Ny-Ålesund, Svalbard, Noruega                                                                                     |                                        |
| Base Kunlun       | |                                        |
|                   | Establecimiento                                                                                                   | 27 de enero de 2009 por la CHINARE-25  |
| Localización      | Domo Argus, Antártida (este)                                                                                      |                                        |
| Alojamiento       | 24 en verano |                                        |
| Base Taishan      | |                                        |
|                   | Establecimiento                                                                                                   | 8 de febrero de 2014 por la CHINARE-30 |
| Localización      | 73°51′S 76°58′E / -73.850, 76.967 Colinas Larsemann, Tierra de la Princesa Isabel, Antártida (este)               |                                        |
| Alojamiento       | 20 en verano |                                        |